# Mydaea japonica
Mydaea japonica är en tvåvingeart som beskrevs av Shinonaga 2003. Mydaea japonica ingår i släktet Mydaea och familjen husflugor. Inga underarter finns listade i Catalogue of Life.